# Helige despoten Stefan Lazarevićs kyrka, Despotovac
Helige despoten Stefan Lazarevićs kyrka (serbisk kyrilliska: Црква Светог деспота Стефана Лазаревића; latinska: Crkva Svetog despota Stefana Lazarevića) är en serbisk-ortodox kyrkobyggnad belägen i staden Despotovac i den statistiska regionen Šumadija och västra Serbien, i Serbien.
Kyrkan är helgad åt den serbiske prinsen och despoten Sankt Stefan Lazarević. Den tillhör Braničevos stift.

## Bilder

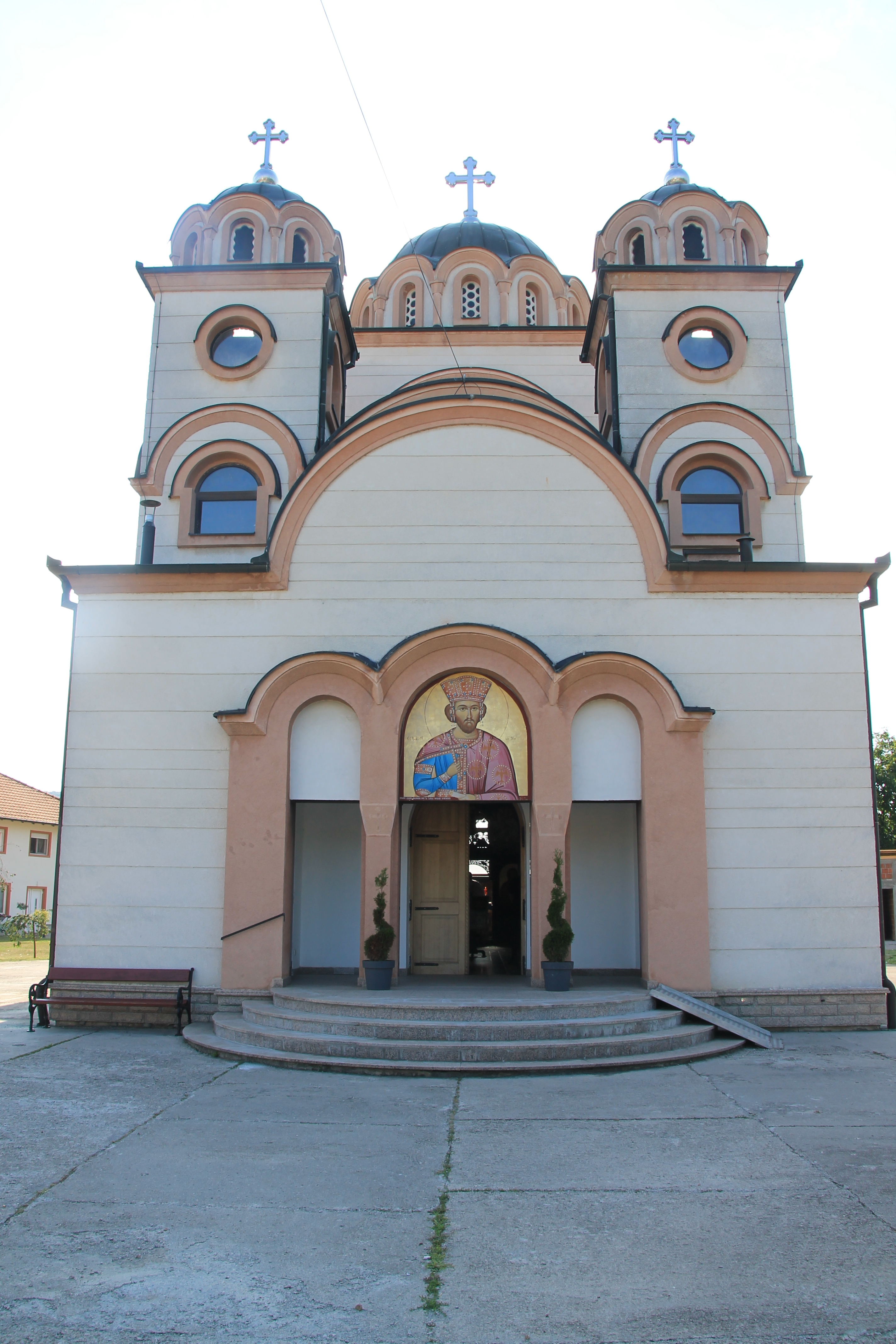
Kyrkan framifrån.
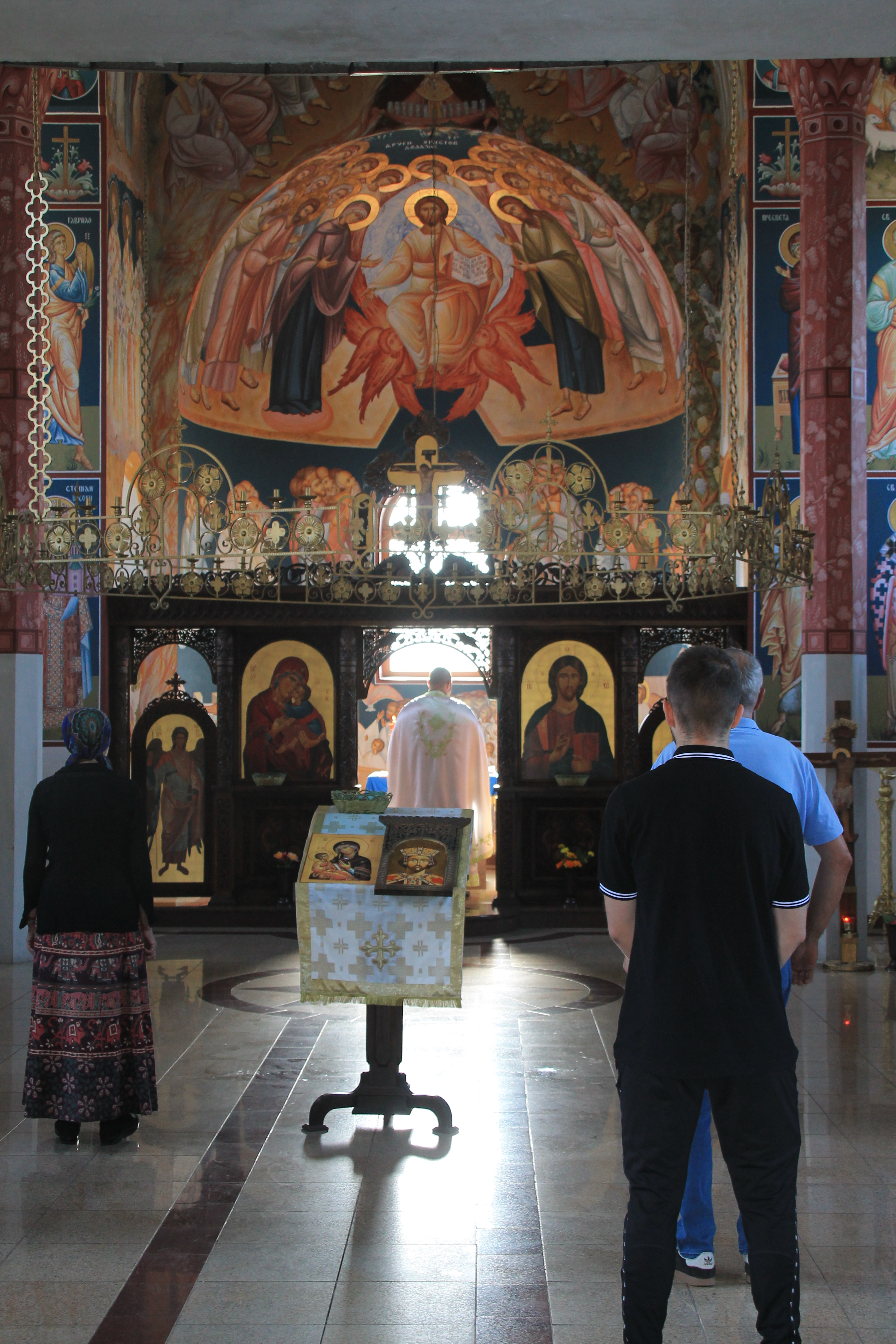
Kyrkans interiör mot ikonostasen.
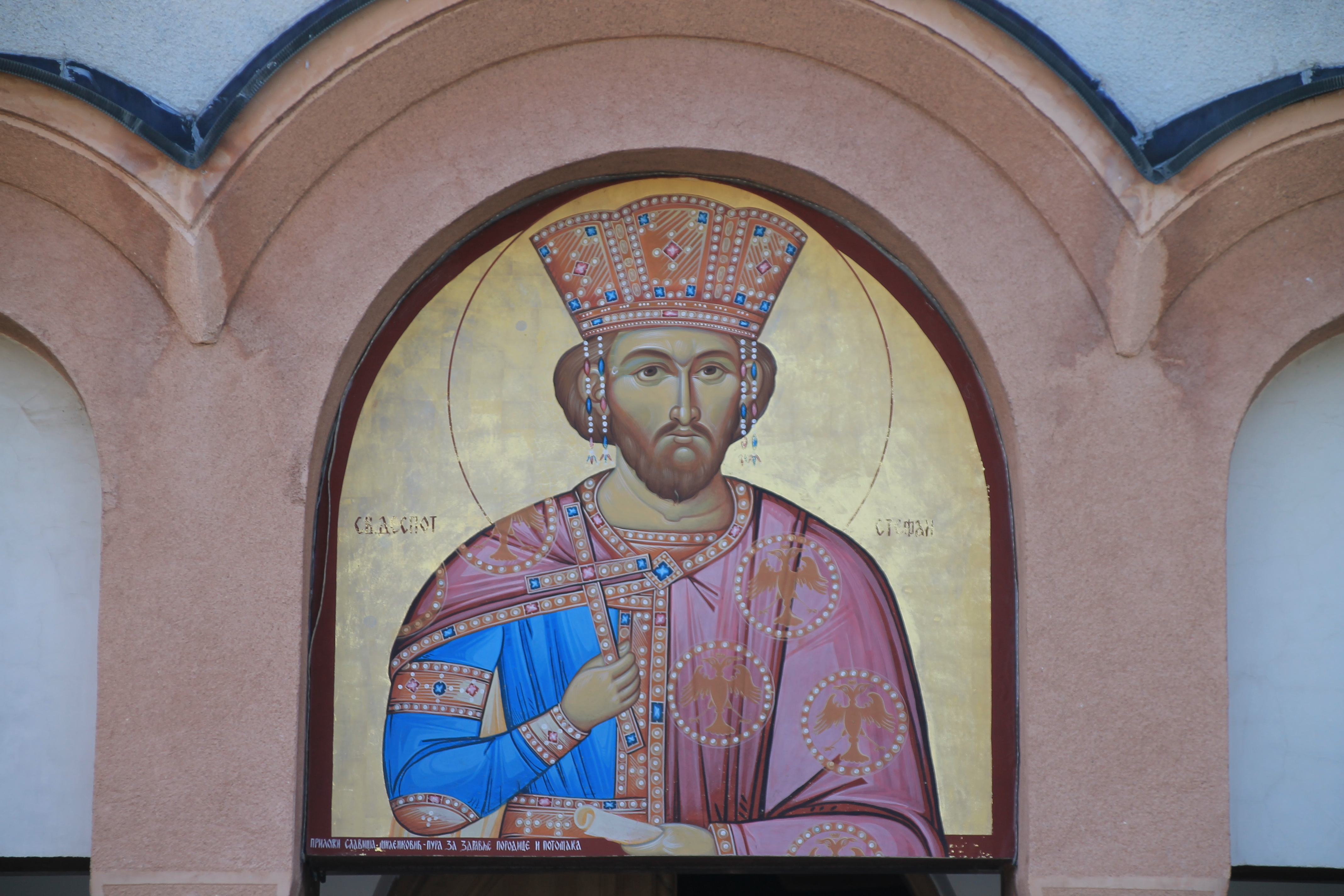
Sankt Stefan Lazarević avbildad ovanför entrén.